# Cornate d'Adda
Cornate d'Adda là một đô thị ở tỉnh Monza và Brianza, vùng Lombardia của Italia, khoảng30 km về phía đông bắc của Milano. Tại thời điểm ngày 31 tháng 12 năm 2004, đô thị này có dân số 9.596 và diện tích là 13,6 km².
Đô thị Cornate d'Adda gồm các frazione (đơn vị cấp dưới, chủ yếu là thôn làng) Porto d'Adda và Colnago.
Cornate d'Adda giáp các đô thị sau: Paderno d'Adda, Medolago, Verderio Superiore, Verderio Inferiore, Suisio, Sulbiate, Bottanuco, Mezzago, Trezzo sull'Adda, Busnago.